# Frère Sennen
Étienne Marcellin Granier-Blanc (nomeado Frère [Hno.] Sennen) (1861 -1937) foi um religioso claretiano, botânico e explorador francês.
De suas extensas explorações pela Espanha, sul da frança e Marrocos, chegou a reunir um extraordinário herbário, repartindo mais de quatrocentos mil exsicatas às principais instituições européias de sua época. Os 10.309 números das trinta séries que formam sua exsicata  "Plantes d'Espagne" foram editadas de 1907 a 1937; e seu herbário, com 85.000 espécímens, foi sumamente importante para interpretar as numerosas propostas de nomenclatura botânica. Suas variadas duplicações , se encontram resguardas no "herbário do Instituto Botânico de Barcelona (BC)".

## Algumas publicações
- 1910. Une nouvelle fougère pour l'Europe. Ed. Impr. de Monnoyer
- 1929. “La flore du Tibidabo”. Monde des Plantes, mayo 1928-abril 1929. Imprimerie moderne, M. Ch. Duffour ed. (Agen)
- 1931. La flore du Tibidabo. Treballs del Museu de Ciències Naturals de Barcelona: XV. Barcelona
- 1931. Campagne botanique au Maroc. Ed. Impr. de Brulliard

### Livros
- 1935. Plantes d’Espagne. Barcelona, 1906-1935, cerca de 10.000 etiquetas
- 1914. Plantes d'Espagne : Notes et dianoses des Années 1912 et 1913. -- 4ª Nota. / por el Hno. Sennen. Bull. Géogr. Bot. 24(295-296-297): 220-250